# アンゴラ全面独立民族同盟

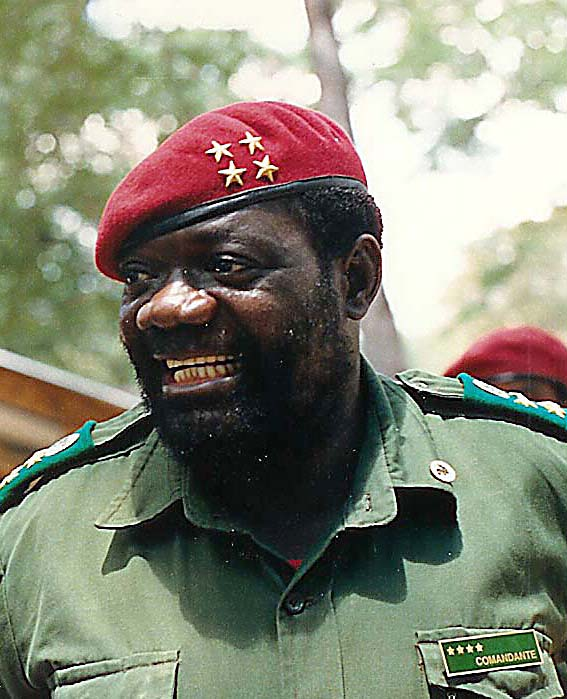
創設者、ジョナス・サヴィンビ

アンゴラ全面独立民族同盟（アンゴラぜんめんどくりつみんぞくどうめい、葡: União Nacional para a Independência Total de Angola、略称UNITA（ウニタ））は、1966年、アンゴラで結成された旧反政府武装組織・政党。アンゴラ内戦の当事者。創始者、初代議長はジョナス・サヴィンビ。現議長はアダルベルト・コスタ・ジュニオール。

## 歴史

### 冷戦時代
アンゴラ独立戦争の最中の1964年、コンゴ族部族主義的な体質の強かったアンゴラ国民解放戦線（FNLA）のジョナス・サヴィンビはFNLAを援助していた中華人民共和国で軍事訓練を受け、1966年3月にアンゴラに帰国した後にFNLAから離れてオヴィンブンドゥ族を中心としたポルトガルからの独立を目指した武装組織として同様に中国で軍事訓練を受けたアントニオ・ダ・コスタ・フェルナンデスとともに設立した。
UNITAは中国等からの援助を受けていたが、ソビエト連邦やキューバが支援するアンゴラ解放人民運動 (MPLA) のようにポルトガル植民地政府との戦いに参加しようとはせず、独立戦争期は概ね兵力温存に努めていた (これはFNLAも同様であった) 。さらにはアンゴラ解放運動が鎮圧された場合に備え、ポルトガルの秘密警察PIDEとの協力関係も築き、MPLAに関する情報を植民地政府に流すことで、同政府からの直接的な攻撃を受けずに済んでいた。
ところが1975年11月11日にアンゴラはMPLA主導の下で、アンゴラ人民共和国としてポルトガルからの独立を果たした。これを認めないUNITAとFNLAもアンゴラ民主人民共和国として独立を図るもMPLAの攻撃で立ち消えとなり、アンゴラ人民民主共和国を支援する南アフリカの侵攻も、激戦の末、阻止された。UNITAとFNLAは独立戦争期から友好関係にあった中国やザンビアに加え、当時ソ連と敵対していたアメリカ合衆国やフランス、ベルギーなどの西側陣営、イスラエル、ザイール、サウジアラビアやモロッコなどサファリ・クラブと呼ばれるアジア・アフリカの反共諸国、さらにはアパルトヘイト時代の南アフリカ共和国からの支援を受け、共通の敵MPLA政府打倒のための軍事闘争を行い、国土北部を拠点とするUNITAと南部を拠点とするFNLAはアンゴラ全土を内戦状態に陥らせ、一時はサヴィンビと個人的に親交もあった南アフリカのピーター・ウィレム・ボータ政権に援護されたUNITAの最大勢力範囲は国土の約半分を占めるほどとなった。
1985年にUNITAの本拠地ジャンバで民主インターナショナルと呼ばれるソビエト帝国主義の打倒を掲げた国際組織の設立会議をサヴィンビが主催した際はニカラグアのコントラ指導者アドルフォ・カレロ、アフガニスタンのムジャーヒディーン代表アブドゥッラヒム・ワルダク、アメリカ海兵隊のオリバー・ノース中佐などが参加し、会場は南アフリカ軍が警備していた。

### 冷戦終結以降
冷戦が終結に向かった1980年代後半になると政府、反政府勢力共に米ソの後ろ盾を失い代理戦争であった内戦も停滞。ソビエト連邦の崩壊後の1992年に停戦協定（ルサカ和平協定）を結び、総選挙への参加を受諾した。停戦後の1992年に、議長のジョナス・サヴィンビが大統領選に出馬するも落選。選挙は政府側の不正によるものとして温存していた勢力を再結成した。これに対し、1993年に国際連合安全保障理事会はUNITAに対する禁輸を決定。反発したUNITAは翌年、武装闘争を再開した。
冷戦が終結し、内戦の争点がイデオロギーの対立ではなく、単なるアンゴラ国内の問題となったことからアメリカ、ロシア等の介入は無くなった。このため1990年代の活動資金は、ダイヤモンド鉱山からの収益を元手に行われていた（紛争ダイヤモンド）。数万人にも及ぶ労働者を酷使して採掘し、ダイヤモンド商社であるデ・ビアス社に大量に卸した。デ・ビアス社は市場の暴落を防ぐため、需要量以上の買い取りを行ったという。1998年にアンゴラ内戦の悪循環を絶つため、国際連合安全保障理事会はアンゴラとのダイヤモンド取引の全面禁止を決定。資金源が絶たれたことにより、以後、軍事面で急速に劣勢に立たされ、隣国のナミビア国境付近に追いやられる状況になった。2000年までダイヤモンド輸出は密輸という形で続けられていたが、デ・ビアス社が改めて買い上げ禁止をコメント。これ以降、密輸も難しい情勢となった。アンゴラ政府軍の攻勢もあり、UNITAはダイヤモンド鉱山を放棄した。アンゴラ政府軍が、南隣のナミビア側の了解を得てナミビア軍基地を利用した攻撃を開始した。
2002年1月にアンゴラ政府がかつての敵国であり、UNITAの元スポンサーだったアメリカ合衆国と和解した。厭戦ムードが漂う中、同年2月22日に議長のサヴィンビが、数日後に副議長が相次ぎ戦死。民間軍事会社による事実上の暗殺と目されている。後継者は和平を選択し、武装解除が進められた。同年4月にドス・サントス大統領、アフリカ諸国代表、アメリカ、ロシア、ポルトガルの特使が参列し、和平式典が開催され、和平が達成された。

## 脚註
1. ↑  Consulado Geral de Angola
2. ↑  “Angola-Emergence of Unita”. 2015年1月20日閲覧。
3. ↑  星、林(1978:263)
4. ↑  神戸(1987:222)
5. ↑  Brittain, Victoria (2002年2月25日). “Obituary: Jonas Savimbi”. ガーディアン 2018年7月23日閲覧。
6. ↑  Wills, Shana (2002年2月1日). “Jonas Savimbi: Washington’s Freedom Fighter,” Africa’s “Terrorist””. Foreign Policy In Focus. 2018年7月23日閲覧。
7. ↑   Africa South of the Sahara 2004. Europa Publications Limited. 2003. p. 40. ISBN 9781857431834. Retrieved 2018-06-03.
8. ↑  “Angola - INDEPENDENCE AND THE RISE OF THE MPLA GOVERNMENT”. countrystudies.us. 2019年5月17日閲覧。
9. ↑  Beit-Hallahmi, Benjamin (1988). The Israeli Connection: Whom Israel Arms and Why. p. 65.
10. ↑  Elaine Windrich, "The laboratory of hate: The role of clandestine radio in the Angolan War", International Journal of Cultural Studies 3(2), 2000; accessed via Sage, DOI: 10.1177/136787790000300209.
11. ↑  AlʻAmin Mazrui, Ali (1977). The Warrior Tradition in Modern Africa. pp. 228
12. ↑  1975, Angola: Mercenaries, Murder and Corruption Coalition to Oppose the Arms Trade
13. ↑  J. Easton, Nina. Gang of Five: Leaders at the Center of the Conservative Crusade, 2000. Pages 165-167.
14. ↑  Brittain, Victoria (1998). Death of Dignity: Angola's Civil War. London: Pluto Press. p. 23. ISBN 978-0865436367.